# Oenopides (Mondkrater)
Oenopides ist ein Einschlagkrater am nordwestlichen Rand der Mondvorderseite. Er liegt am Nordrand des Oceanus Procellarum, nordwestlich des Sinus Roris, zwischen den Kratern Markov im Süden und Pythagoras im Norden.
Das Kraterinnere ist eben mit kleineren Kratern, der Wall ist mäßig erodiert.
| Buchstabe | Position           | Durchmesser | Link |
| --------- | ------------------ | ----------- | ---- |
| B         | 58,67° N, 68,74° W | 37 km       |      |
| K         | 55,83° N, 61,16° W | 6 km        |      |
| L         | 55,54° N, 61,82° W | 9 km        |      |
| M         | 55,47° N, 61° W    | 6 km        |      |
| R         | 55,57° N, 67,88° W | 62 km       |      |
| S         | 58,17° N, 70,1° W  | 7 km        |      |
| T         | 57,25° N, 68,76° W | 7 km        |      |
| X         | 57,63° N, 63,14° W | 5 km        |      |
| Y         | 57,01° N, 63,46° W | 6 km        |      |
| Z         | 58,99° N, 67,04° W | 7 km        |      |

Der Krater wurde 1935 von der IAU nach dem griechischen Mathematiker Oinopides offiziell benannt.